# Шон Тан
Шон Тан — австралійський письменник та ілюстратор, став володарем Премії пам'яті Астрід Ліндгрен, хоча перед цим отримав «Оскар» за короткометражний мультиплікаційний фільм, знятий за власною повістю «Нічия річ»  (англ. The Lost Thing).

## Біографічна довідка

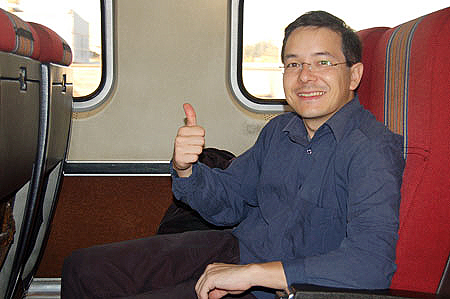
Шон Тан, 2007 рік

Шон Тан народився в 1974 році в західній частині Австралії в родині китайського емігранта і австралійки, в дитинстві жив на околиці міста Перт. У старших класах брав участь в програмі для обдарованих дітей, де вивчав мистецтво. Приблизно в ці роки публікувалися перші ілюстрації Тана. В середині 90-х відвідував курси мистецтва, історії і літератури Університету Західної Австралії. Зараз живе в Мельбурні зі своєю дружиною.
На рахунку ілюстратора Шона Тана близько 20 книг, деякі з яких він сам і написав. Тан співпрацює з анімаційними студіями, адаптує свої твори для музичних і театральних постановок. Шон Тан неодноразово отримував літературні премії.

## «Нічия річ»
Повість, удостоєна Премії пам'яті Астрід Ліндгрен. Також короткометражний анімаційний фільм, Лауреат премії Оскар — 2011 в номінації Найкращий анімаційний короткометражний фільм. За однойменною повістю Шона Тана.

### Сюжет
Оповідь ведеться від першої особи — Шона. Оповідач — Тім Мінчін.
Антиутопічне майбутнє, Мельбурн, Австралія. Хлопчик Шон цікавиться збиранням кришечок від пляшок, має уже цілу колекцію. Одного разу у своїх пошуках він потрапляє на пляж, де зустрічає дивну істоту: дещо схоже на цистерну, восьминога, краба, котрого ніхто, крім нього не помічає. Це створіння виявляється дружелюбним, Шон постійно грається з ним. Потім Шон водить його по місту у пошуках господаря, та пошуки виявляються марними. Друг Шона Піт також не може визначити, що саме за об'єкт перед ним. Шон приводить Істоту додому, однак батьки негативно до цього ставляться і змушують його прогнати несподіваного гостя. Шон ховає Істоту у себе в сараї.
Незабаром по телевізору хлопчик бачить рекламу «Федерального департаменту всякої всячини» і вирішує відвести свого знайомого туди. Там йому пропонують залишити об'єкт у них, заповнивши стос паперів, але хлопчика відмовляє дивна істота, що працює в Департаменті прибиральником. Вона дає Шону знак: зображення зігнутої стрілки. Приятелі шукають по всьому місту ці знаки і нарешті приходять до темних непомітних дверей. За ними виявляється яскраве сонячне світло, наповнене фантасмагоричними сюрреалістичними живими істотами і механізмами, багато з яких немов зійшли з полотен Сальвадора Далі. Хлопчик залишає Істоту там, зрозумівши, що це саме його світ.
Впродовж деякого часу після розставання, Шон зустрічає на вулиці дивних незвичайних «втрачених» істот, але це відбувається все рідше і рідше. Хлопчик не знає: чи цих створінь стає менше, чи він дорослішає …